# Badminton-Weltmeisterschaft für Behinderte 2007/Damendoppel
Die VI. Badminton-Weltmeisterschaft für Behinderte, offiziell BWF Para-Badminton World Championships 2007, fand vom 29. Oktober bis zum 2. November 2007 in Bangkok (Thailand) statt. Folgend die Ergebnisse im Damendoppel.

## Damendoppel (BMW2)

### Gruppe 1
| Platz | Spieler                       | Spiele | Siege | Unentschieden | Niederlagen | Spiele | Sätze | Punkte |
| ----- | ----------------------------- | ------ | ----- | ------------- | ----------- | ------ | ----- | ------ |
| 1     | Lee Mi-ok Lee Ae-kyung        | 2      | 2     | 0             | 0           | 2:0    | 84:38 | 2      |
| 2     | Mine Korkmaz Carola Bohn      | 2      | 1     | 0             | 1           | 1:1    | 69:56 | 1      |
| 3     | Fabiola Moro Sofia Balsalobre | 2      | 0     | 0             | 2           | 0:2    | 25:84 | 0      |
| [ 1 ] |                               |        |       |               |             |        |       |        |

| Datum            |                          | Gesamt |                               | Erster Satz | Zweiter Satz | Dritter Satz |
| ---------------- | ------------------------ | ------ | ----------------------------- | ----------- | ------------ | ------------ |
| 30. Oktober 2007 | Mine Korkmaz Carola Bohn | 2:0    | Fabiola Moro Sofia Balsalobre | 21:6        | 21:8         |              |
| 30. Oktober 2007 | Lee Mi-ok Lee Ae-kyung   | 2:0    | Fabiola Moro Sofia Balsalobre | 21:8        | 21:3         |              |
| 31. Oktober 2007 | Mine Korkmaz Carola Bohn | 0:2    | Lee Mi-ok Lee Ae-kyung        | 18:21       | 9:21         |              |

### Gruppe 2
| Platz | Spieler                       | Spiele | Siege | Unentschieden | Niederlagen | Spiele | Sätze  | Punkte |
| ----- | ----------------------------- | ------ | ----- | ------------- | ----------- | ------ | ------ | ------ |
| 1     | Nina Gorodetzky Elke Rongen   | 2      | 2     | 0             | 0           | 2:0    | 102:64 | 2      |
| 2     | Laong Hebkaew Piyawan Thinjun | 2      | 1     | 0             | 1           | 1:1    | 94:82  | 1      |
| 3     | Carmen Santos Marta Rodriguez | 2      | 0     | 0             | 2           | 0:2    | 34:84  | 0      |
| [ 2 ] |                               |        |       |               |             |        |        |        |

| Datum            |                               | Gesamt |                               | Erster Satz | Zweiter Satz | Dritter Satz |
| ---------------- | ----------------------------- | ------ | ----------------------------- | ----------- | ------------ | ------------ |
| 30. Oktober 2007 | Nina Gorodetzky Elke Rongen   | 2:1    | Laong Hebkaew Piyawan Thinjun | 18:21       | 21:17        | 21:14        |
| 30. Oktober 2007 | Carmen Santos Marta Rodriguez | 0:2    | Laong Hebkaew Piyawan Thinjun | 12:21       | 10:21        |              |
| 31. Oktober 2007 | Nina Gorodetzky Elke Rongen   | 2:0    | Carmen Santos Marta Rodriguez | 21:5        | 21:7         |              |

### K.-o.-Phase
|  | Halbfinale | Halbfinale                    | Halbfinale | Halbfinale | Halbfinale |  |  | Finale | Finale                      | Finale | Finale | Finale |
|  |            |                               |            |            |            |  |  |        |                             |        |        |        |
|  |            |                               |            |            |            |  |  |        |                             |        |        |        |
|  | 1.1        | Lee Mi-ok Lee Ae-kyung        | 21         | 21         |            |  |  |        |                             |        |        |        |
|  | 2.2        | Laong Hebkaew Piyawan Thinjun | 15         | 14         |            |  |  |        |                             |        |        |        |
|  |            |                               |            |            |            |  |  | 1.1    | Lee Mi-ok Lee Ae-kyung      | 21     | 21     |        |
|  |            |                               |            |            |            |  |  | 2.1    | Nina Gorodetzky Elke Rongen | 10     | 15     |        |
|  | 1.2        | Mine Korkmaz Carola Bohn      | 13         | 13         |            |  |  |        |                             |        |        |        |
|  | 2.1        | Nina Gorodetzky Elke Rongen   | 21         | 21         |            |  |  |        |                             |        |        |        |
|  |            |                               |            |            |            |  |  |        |                             |        |        |        |

## Damendoppel (BMW3)
| Platz  | Spieler                               | Spiele | Siege | Unentschieden | Niederlagen | Spiele | Sätze  | Punkte |
| ------ | ------------------------------------- | ------ | ----- | ------------- | ----------- | ------ | ------ | ------ |
| Gold   | Lia Schuuring Carol de Meĳer-Bradley  | 3      | 3     | 0             | 0           | 3:0    | 131:70 | 3      |
| Silber | Peggy Weĳers Inna Mashikovsky         | 3      | 2     | 0             | 1           | 2:1    | 126:81 | 2      |
| Bronze | Amnouy Wetwithan Thummasorn Gerdngoen | 3      | 1     | 0             | 2           | 1:2    | 78:111 | 1      |
| 4      | Yoko Egami Ryōko Zuisen               | 3      | 0     | 0             | 3           | 0:3    | 53:126 | 0      |
| [ 4 ]  |                                       |        |       |               |             |        |        |        |

| Datum            |                                       | Gesamt |                                      | Erster Satz | Zweiter Satz | Dritter Satz |
| ---------------- | ------------------------------------- | ------ | ------------------------------------ | ----------- | ------------ | ------------ |
| 30. Oktober 2007 | Amnouy Wetwithan Thummasorn Gerdngoen | 0:2    | Peggy Weĳers Inna Mashikovsky        | 14:21       | 9:21         |              |
| 30. Oktober 2007 | Lia Schuuring Carol de Meĳer-Bradley  | 2:0    | Peggy Weĳers Inna Mashikovsky        | 21:18       | 26:24        |              |
| 30. Oktober 2007 | Amnouy Wetwithan Thummasorn Gerdngoen | 2:0    | Yoko Egami Ryōko Zuisen              | 21:8        | 21:7         |              |
| 31. Oktober 2007 | Amnouy Wetwithan Thummasorn Gerdngoen | 0:2    | Lia Schuuring Carol de Meĳer-Bradley | 8:21        | 5:21         |              |
| 31. Oktober 2007 | Peggy Weĳers Inna Mashikovsky         | 2:0    | Yoko Egami Ryōko Zuisen              | 21:5        | 21:6         |              |

## Damendoppel (BMSTL3)
| Platz  | Spieler                                  | Spiele | Siege | Unentschieden | Niederlagen | Spiele | Sätze   | Punkte |
| ------ | ---------------------------------------- | ------ | ----- | ------------- | ----------- | ------ | ------- | ------ |
| Gold   | Charanjeet Kaur Parul Dalsukhbhai Parmar | 4      | 4     | 0             | 0           | 4:0    | 171:121 | 4      |
| Silber | Wandee Kamtam Nipada Seangsupa           | 4      | 3     | 0             | 1           | 3:1    | 177:114 | 3      |
| Bronze | Aki Takahashi Ikumi Nakai                | 4      | 2     | 0             | 2           | 2:2    | 155:158 | 2      |
| 4      | Paramee Panyachaem Chanida Srinavakul    | 4      | 1     | 0             | 3           | 1:3    | 141:140 | 1      |
| 5      | Ng Lai Ling Wong Wai Yin                 | 4      | 0     | 0             | 3           | 0:4    | 63:168  | 0      |
| [ 5 ]  |                                          |        |       |               |             |        |         |        |

| Datum            |                                          | Gesamt |                                          | Erster Satz | Zweiter Satz | Dritter Satz |
| ---------------- | ---------------------------------------- | ------ | ---------------------------------------- | ----------- | ------------ | ------------ |
| 30. Oktober 2007 | Aki Takahashi Ikumi Nakai                | 2:0    | Paramee Panyachaem Chanida Srinavakul    | 22:20       | 21:18        |              |
| 30. Oktober 2007 | Charanjeet Kaur Parul Dalsukhbhai Parmar | 2:0    | Paramee Panyachaem Chanida Srinavakul    | 21:18       | 21:16        |              |
| 30. Oktober 2007 | Wandee Kamtam Nipada Seangsupa           | 2:0    | Ng Lai Ling Wong Wai Yin                 | 21:5        | 21:2         |              |
| 30. Oktober 2007 | Charanjeet Kaur Parul Dalsukhbhai Parmar | 2:0    | Ng Lai Ling Wong Wai Yin                 | 21:15       | 21:13        |              |
| 31. Oktober 2007 | Aki Takahashi Ikumi Nakai                | 1:2    | Wandee Kamtam Nipada Seangsupa           | 7:21        | 21:18        | 10:21        |
| 31. Oktober 2007 | Paramee Panyachaem Chanida Srinavakul    | 2:0    | Ng Lai Ling Wong Wai Yin                 | 21:5        | 21:8         |              |
| 1. November 2007 | Aki Takahashi Ikumi Nakai                | 0:2    | Charanjeet Kaur Parul Dalsukhbhai Parmar | 22:24       | 10:21        |              |
| 1. November 2007 | Wandee Kamtam Nipada Seangsupa           | 0:2    | Charanjeet Kaur Parul Dalsukhbhai Parmar | 18:21       | 15:21        |              |
| 1. November 2007 | Wandee Kamtam Nipada Seangsupa           | 2:0    | Paramee Panyachaem Chanida Srinavakul    | 21:16       | 21:11        |              |
| 1. November 2007 | Aki Takahashi Ikumi Nakai                | 2:0    | Ng Lai Ling Wong Wai Yin                 | 21:11       | 21:4         |              |